# Hugo-Distler-Ensemble Lüneburg
Das Hugo-Distler-Ensemble ist ein Kammerchor, der im Jahr 1988 in Lüneburg erstmals unter diesem Namen aufgetreten ist. Bereits Mitte der 1980er Jahre hatte er sich als Freundeskreis an der Lüneburger St.-Nicolai-Kirche zusammengefunden.
Heute besteht das Hugo-Distler-Ensemble aus rund 35 Sängerinnen und Sängern. Unter seinem Leiter Erik Matz widmet es sich vorzugsweise selten aufgeführter Chormusik verschiedener Stilepochen. Besonders die Begegnung mit Werken seines Namensgebers Hugo Distler war prägend für den Chor: Dessen Bekenntnis zur musikalischen Tradition des 17. und 18. Jahrhunderts und die daraus für ihn erwachsenen Impulse für die Erneuerung der geistlichen (und weltlichen) Musik der Gegenwart spiegeln auch den Rahmen der musikalischen Arbeit des Ensembles wider.
Der Chor konzertiert hauptsächlich mit a-cappella-Werken und ist aus mehreren Chorwettbewerben als Preisträger (Niedersächsische Chorwettbewerbe 1997–2005) sowie als Sieger („Cantemus 2004“, Niedersächsischer Chorwettbewerb 2009) hervorgegangen. Bei zwei Wettbewerben erhielt das Ensemble Sonderpreise für die Interpretation zeitgenössischer Werke. Das Hugo-Distler-Ensemble ist Mitglied im „Verband deutscher KonzertChöre“.

## Diskografie
Im Jahr 2008 veröffentlichte der Chor eine CD zum 100. Geburtstag Hugo Distlers mit Ersteinspielungen zweier seiner Chorwerke (Herzlich lieb hab ich dich, o Herr, op. 2 und Eine deutsche Choralmesse, op. 3 – Thorofon CTH 2551).